# Terry Moore (actrice)
Pour les articles homonymes, voir Moore et Terry Moore.
Terry Moore est une actrice américaine née le 7 janvier 1929 à Los Angeles (Californie.
Elle est parfois créditée sous divers autres pseudonymes : Jan Ford, Judy Ford, ou sous son nom de naissance, Helen (Luella) Koford.
Elle fut nommée aux Oscars pour son rôle dans un succès de l'époque intitulé Reviens petite Sheba (1952), produit par les studios Paramount Pictures.
Elle est la mère de l'acteur Grant Cramer (en).

## Biographie
Née Helen Luella Koford, elle grandit dans une famille de Mormons, à Los Angeles.
Enfant, elle a de petits rôles souvent non crédités au générique, dans plusieurs grands films, dont : Howard le révolté avec Cary Grant, Enfants en exil avec Roddy McDowall, Fantômes déchaînés avec Laurel et Hardy, ou encore Le Fils de Lassie.
Sa carrière prend son envol lorsque le studio Columbia Pictures lui font signer un contrat à long terme. Elle tient alors le rôle principal dans la comédie Sa dernière foulée (The Return of October, 1948) avec Glenn Ford. Son personnage dans le film s’appelant Terry Ramsey, elle décide que son nom de scène sera désormais Terry Moore.
En 1949, le studio RKO l'emprunte pour jouer dans Monsieur Joe, un film sur un gorille géant. Le film remporte l'Oscar pour Meilleurs effets visuels. L'année suivante, le réalisateur George Pal lui donne un second rôle dans la comédie familiale The Great Rupert (1950) au côté de l'humoriste Jimmy Durante.
En 1952, elle est nommée à l'Oscar de la meilleure actrice dans un second rôle pour son interprétation de Marie Buckholder dans Reviens petite Sheba (1952), avec, pour co-stars, Burt Lancaster et Shirley Booth.
Terry Moore est invitée dans des émissions télévisées telles que : The Ford Television Theatre.
Elle fait la couverture du magazine Life du 6 juillet 1953 avec la légende suivante : « Le sexy garçon manqué d'Hollywood »,

## Vie privée
Terry Moore épouse, en 1951, la star du football américain Glenn Davis. Ils divorcèrent l'année suivante. Un mariage ultérieur avec Eugene McGarth en 1956 dure trois ans. Un an après, elle épouse Stuart Cramer après que celui-ci eût  divorcé de l'actrice Jean Peters. Le couple donne naissance à deux enfants : Stuart Cramer IV et le futur acteur Grant Cramer (en), avant de divorcer en 1972. En 1979, Terry Moore prétend avoir épousé Richard F. Carey au Mexique, lequel aurait quelques jours après le mariage, après lui avoir escroqué son argent, et celui d'autres personnes. Elle se remarie en 1992 avec Jerry Rivers jusqu'à la mort de ce dernier en 2001.
Après une longue période d'oubli, Terry Moore revient dans l'actualité au milieu des années 1970 en affirmant avoir secrètement épousé Howard Hughes sur un yacht dans les eaux internationales au large du Mexique en 1949. L'actrice prétend n'avoir jamais divorcé et réclame une part de la fortune du milliardaire après son décès en 1976. Ses réclamations aboutissent en 1984 : elle obtient le versement d'une indemnité par le "Trust Hughes" chargé de gérer l'héritage du magnat. Les termes de l'accord restant secrets, on ignore le montant de la somme versée en échange de l'abandon de poursuites judiciaires.

## Filmographie

### Cinéma

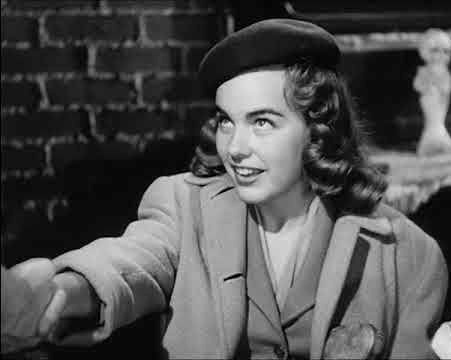
Terry Moore dans The Great Rupert en 1950.

- 1940 : Maryland d'Henry King : Linda à 10 ans
- 1940 : Howard le révolté (The Howards of Virginia) de Frank Lloyd : Une voisine
- 1942 : Mon amie Sally (My Gal Sal) d' Irving Cummings : Carrie Dreiser
- 1942 : On the Sunny Side d' Harold D. Schuster : Une écolière
- 1942 : Fantômes déchaînés (A-Haunting We Will Go) d'Alfred L. Werker : La jeune admiratrice de Dante
- 1943 : Pris sur le vif (True to life) de George Marshall : La petite fille
- 1944 : Hantise (Gaslight) : Paula Alquist
- 1944 : Depuis ton départ (Since You Went Away) de John Cromwell : Une enfant réfugiée dans le train
- 1945 : Le Fils de Lassie (Son of Lassie) de S. Sylvan Simon : Thea
- 1945 : L'Horloge (The Clock) de Vincente Minnelli et Fred Zinnemann : La fille au musée
- 1946 : Shadowed de John Sturges : Virginia Johnson
- 1947 : The Devil on Wheels de Crane Wilbur : Rusty Davis
- 1947 : Heartaches de Basil Wrangell : La fille dans le film avec Vic
- 1948 : Sa dernière foulée (The Return of October) de Joseph H. Lewis : Terry Ramsey
- 1949 : Monsieur Joe (Mighty Joe Young) d'Ernest B. Schoedsack : Jill Young
- 1950 : The Great Rupert d'Irving Pichel
- 1951 : Two of a Kind d'Henry Levin
- 1951 : Les Pirates de la Floride (The Barefoot Mailman) d'Earl McEvoy
- 1952 : Reviens petite Sheba (Come Back, Little Sheba) de Daniel Mann
- 1953 : Le Cirque en révolte (Man on a Tightrope) d'Elia Kazan
- 1953 : Tempête sous la mer (Beneath the 12-Mile Reef) de Robert D. Webb
- 1953 : Capitaine King (King of the Khyber Rifles) d'Henry King
- 1955 : Papa longues jambes (Daddy Long Legs) de Jean Negulesco
- 1956 : Le Temps de la colère (Between Heaven and Hell) de Richard Fleischer
- 1957 : Les Plaisirs de l'enfer (Peyton Place) de Mark Robson
- 1959 : Les Déchaînés (A Private's Affair) de Raoul Walsh
- 1960 : Les Jeunes Terreurs (Platinum High School) de Charles F. Haas
- 1960 : Why Must I Die? de Roy Del Ruth
- 1965 : Quand parle la poudre (Town Tamer) de Lesley Selander
- 1965 : Les Éperons noirs (Black Spurs) de R. G. Springsteen
- 1966 : La Loi des hors-la-loi (Waco) de R. G. Springsteen
- 1989 : Going Overboard de Valerie Breiman
- 1998 : Mon ami Joe (Mighty Joe Young) de Ron Underwood

### Télévision
- 1953 : The Ford Television Theatre (Série TV) : Susan Randall
- 1955 : The United States Steel Hour (Série TV) : Caroline Schwendinger
- 1956 : The 20th Century-Fox Hour (Série TV) : Ann Winslow
- 1956 : General Electric Theater (Série TV) : Evvy Jeffers
- 1956-1958 : Climax! (Série TV) : Rosa / Chris / Julie
- 1957 : Playhouse 90 (Série TV) Annabelle
- 1959 : Rawhide (Série TV) : Dallas Storm
- 1959-1960 : The Red Skelton Show (Série TV) : Mary Lou / Lulubelle / Daisy June
- 1960 : Échec et mat (Checkmate) (Série TV) : Claudia Warren
- 1961 : The Rebel (Série TV) : Janice Dutton
- 1962-1963 : Empire (Série TV) : Connie Garrett
- 1963-1965 : L'Homme à la Rolls (Burke's Law) (Série TV) : Sarah Kingston / Felice Knight / Nikki Manners
- 1966 : My Three Sons (Série TV) : Eleanor Evans
- 1966 : Le Virginien (The Virginian) (Série TV) : Alma Wilson
- 1967 : Batman (Série TV) : Venus
- 1970 : Quarantined (Téléfilm) : Martha Atkinson
- 1970 : Bonanza (Série TV) : Lydia Yates
- 1976 : Carambolages (Smash-Up on Interstate) (Téléfilm) : Trudy
- 1980 et 1984 : La croisère s'amuse (The Love Boat) (Série TV) : Mme Clark / Valerie Frasier
- 1983 : Matt Houston (Série TV) : Emily Armor
- 1983 : K2000 (Série TV) : Molly Friedrich
- 1983 : L'île fantastique (Fantasy Island) (Série TV) : Audrey Wilkins
- 1988 : Starbuck ('Série TV) : Détective Brandt
- 1988 : Un flic dans la mafia (Wiseguy) (Série TV) : Dr. Leitner
- 1989 : Parole d'escroc (Jake Spanner, Private Eye) (Téléfilm) : Sally
- 1991 : Arabesque (Murder She Wrote) (Série TV) : Florence
- 2014 : True Detective (Série TV) : Lilly Hill
- 2014 : Mon George à moi (Looking for Mr. Right) (Téléfilm) : L'instructrice
- 2016 : Ray Donovan (Série TV) : Nazani Minassian